# Helena Żybułtowska
Helena Żybułtowska ps. „Klara” (ur. 19 grudnia 1899 w Warszawie, zm. 11 lipca 1959 tamże (wg innych źródeł w Szczecinie)) – polska działaczka społeczna, uczestniczka powstania warszawskiego, pionierka polskiego Stargardu.

## Życiorys
Urodziła się w Warszawie 19 grudnia 1899 roku, jako córka Mieczysława i Heleny. Brała udział w powstaniu warszawskim, w oddziałach „Bakcyl” (Sanitariat Okręgu Warszawskiego Armii Krajowej) w I Obwodzie „Radwan” – szpitalu polowym przy ul. Moniuszki 11, następnie w szpitalu polowym przy ul. Wspólnej 27. Lokalizacje te znajdowały się na terenach Śródmieścia Północ-Południe. Po powstaniu opuściła miasto wraz z ludnością cywilną. Była sanitariuszką.
23 marca 1945 roku została wiceburmistrzynią wtedy jeszcze Starogrodu. Zaczęła budowę polskiej tożsamości Stargardu, poprzez organizację życia społecznego, edukacji i kultury w powojennej rzeczywistości. Była inicjatorką pierwszych na Pomorzu Zachodnim placówek opiekuńczych. Z jej działania utworzono dom dziecka, żłobek, bursę. Gdy 9 czerwca 1945 roku Józef Parys przestał pełnić funkcję burmistrza, nieoficjalnie H. Żybułtowska zastąpiła go w obowiązkach, do czasu powołania burmistrza Wolskiego (wrzesień 1945). Na jesieni 1946 roku, z wezwania wojewody Leonarda Borkowicza, została przeniesiona do Szczecina, aby współtworzyć Wojewódzką Przychodnię Ochrony Macierzyństwa i Zdrowia Dziecka.
Zmarła 11 lipca 1959 roku w Szczecinie. Została pochowana na Cmentarzu Centralnym. Jej córkami były Bożena Żybułtowska-Gołaszewska i Danuta.
24 września 2019 roku została patronką jednej z ulic na os. Giżynek w Stargardzie.